# STS-102
STS-102 — космический полёт MTKK «Дискавери» по программе  «Спейс Шаттл» (103-й полёт программы). Дискавери стартовал 8 марта 2001 года из Космического центра Кеннеди в штате Флорида. Основными задачами являлась доставка на Международную космическую станцию (МКС) экипажа МКС-2 (смена для МКС-1) и первого многоцелевого модуля снабжения (MPLM) — «Леонардо».

## Экипаж
Одной из задач STS-102 являлась замена экипажа Международной космической станции (МКС).

### Экипаж старта
- (НАСА): Джеймс Уэзерби (5)[6] — командир;
- (НАСА): Джеймс Келли (1) — пилот;
- (НАСА): Эндрю Томас (3) — специалист полёта-1;
- (НАСА): Пол Ричардс (1) — специалист полёта-2, бортинженер;
- (ФКА): Юрий Усачёв (4) — специалист полёта-3, командир экспедиции МКС-2;
- (НАСА): Джеймс Восс (5) — специалист полёта-4, участник экспедиции МКС-2;
- (НАСА): Сьюзан Хелмс (5) — специалист полёта-5, участник экспедиции МКС-2;

### Экипаж возвращения
- (НАСА): Джеймс Уэзерби (5) — командир;
- (НАСА): Джеймс Келли (1) — пилот;
- (НАСА): Эндрю Томас (3) — специалист полёта-1;
- (НАСА): Пол Ричардс (1) — специалист полёта-2, бортинженер;
- (НАСА): Уильям Шеперд (4) — специалист полёта-3, командир экспедиции МКС-1;
- (ФКА): Юрий Гидзенко (2) — специалист полёта-4, пилот МКС;
- (ФКА): Сергей Крикалёв (5) — специалист полёта-5, бортинженер;

## Параметры полёта
- Масса аппарата
  - при старте — 99 503 кг;
  - при посадке — 90 043 кг

Авторитетный американский космический эксперт из Гарвард-Смитсоновского центра астрофизики Джонатан МакДауэлл в очередном номере своего «Космического отчета» (англ. Jonathan's Space Report или JSR) заявил, что официальные данные о стартовой и посадочной массе некорректны. По его оценке, STS-102 при старте имел массу примерно 114 000 кг.
- Грузоподъёмность — 5 760 кг;
- Наклонение орбиты — 51,5°;
- Период обращения — 92,1 мин;
- Перигей — 370 км;
- Апогей — 381 км[3].

## Выходы в космос
- 11 марта c 05:12 до 14:08 (UTC), длительность 8 часов 56 минут — астронавты Джеймс Восс и Сьюзан Хелмс. Обеспечение переноса гермоадаптера PMA-3.
- 13 марта c 05:23 до 11:44 (UTC), длительность 6 часов 21 минута — астронавты Эндрю Томас и Пол Ричардс. Установка складской платформы ESP (была установлена на корпусе модуля «Дестини», питание подаётся от модуля «Юнити»).